# Dryopteris leedsii
Dryopteris leedsii är en träjonväxtart som beskrevs av Edgar Theodore Wherry. Dryopteris leedsii ingår i släktet Dryopteris och familjen Dryopteridaceae. Inga underarter finns listade.